# لایه سازگاری
در مباحث مهندسی نرم‌افزار، لایه سازگاری (به انگلیسی: Compatibility layer) رابطی است که به یک سیستم اجازه می‌دهد باینری‌های یک سیستم قدیمی یا یک سیستم بیگانه را اجرا کند. این رابط، فراخوان‌های سیستمی مربوط به سیستم بیگانه را به فراخوان‌های سیستمی معادل در سیستم میزبان ترجمه می‌کند. در اغلب اوقات، می‌توان با ترجمه کردن این فراخوان‌های سیستمی و همچنین با داشتن کتابخانه‌های اشتراکی مربوط به سیستم بیگانه، فایل‌های باینری آن سیستم را بر روی یک سیستم دیگر اجرا کرد. یک لایه سازگاری سخت‌افزاری متشکل از ابزارهایی است که شبیه‌سازی سخت‌افزاری را فراهم می‌کنند.

## مثال‌ها
- برنامه واین با استفاده از یک بارگذار برنامه و همچنین با پیاده‌سازی کردن دی‌ال‌ال‌ها و رابط‌های برنامه‌نویسی نرم‌افزار مختص مایکروسافت ویندوز، توانایی اجرا کردن باینری‌های این سیستم‌عامل بر روی سیستم‌عامل‌های شبه یونیکس را فراهم می‌کند.
- فری‌بی‌اس‌دی قادر به اجرا کردن باینری‌های برخی از سیستم‌عامل‌ها همانند لینوکس است.
- نت‌بی‌اس‌دی می‌تواند باینری‌های تعدادی از سیستم‌عامل‌های شبه یونیکس را اجرا کند.